# Fusinus timessus
Fusinus timessus är en snäckart som först beskrevs av Dall 1889.  Fusinus timessus ingår i släktet Fusinus och familjen Fasciolariidae. Inga underarter finns listade i Catalogue of Life.